# 承運傳
《承運傳》明萬歷年間刊本，四卷四十則。以朱棣奪權為體材，為史上最有名的「靖難之役」。本書主旨在歌頌燕王朱棣的博大、英勇、果斷、斥責建文帝的近臣齊泰、黃子澄等人。

## 內容概述
主軸圍繞在朱棣和朱允炆叔侄之間的皇權鬥爭，描述了封建社會家族內部皇權爭奪的殘酷性和野戀性。本書站在頌揚朱棣的角度書寫而成。

太子朱標(朱元璋的長子)死後，朱元璋立皇太孫朱允炆為帝，國號建文。朱允炆即帝位後，燕王朱棣(朱元璋四子)不服，在[[姚廣的輔佐下，三次南征，統一天下，建都北京，即「永樂皇帝」、「明成祖」。
建文帝朱允炆出家為僧，到正統時，六十四歲才回朝，被老太監認出，在大內安享晚年，壽終正寢後，立碑為「天下太師之墓」。